# Émile Muselier
Cet article concerne l'amiral. Pour l'homme politique, voir Renaud Muselier.
Émile Henry Muselier, né à Marseille (Bouches-du-Rhône) le 17 avril 1882 et mort à Toulon (Var) le 2 septembre 1965, est un vice-amiral français.
Résistant pendant la Seconde Guerre mondiale, il est le premier officier général à rallier Charles de Gaulle à Londres dès le 30 juin 1940. Il prend la direction des Forces navales françaises libres. Il a l'idée de distinguer la marine FNFL de celle de Vichy, en adoptant la croix de Lorraine (en souvenir de son père d'origine lorraine), qui devient ensuite l'emblème de toute la France libre. Il organise le ralliement de Saint-Pierre-et-Miquelon à la France libre, le 24 décembre 1941.
Après une carrière militaire brillante mais mouvementée, il tentera vainement sa chance aux élections législatives de 1946, en tant que vice-président du Rassemblement des gauches républicaines, avant de se reconvertir comme ingénieur conseil dans le privé jusqu'en 1960. Il est inhumé au cimetière Saint-Pierre, à Marseille.

## Biographie

### Origines familiales et jeunesse
Émile Muselier naît au 10, rue de Tivoli, à Marseille. Son père, Pierre-Victor Muselier, est fonctionnaire au Télégraphe, et sa mère, Berthe Petit, est  enseignante. Le couple avait eu précédemment un autre fils, mort peu après sa naissance.
Le père d'Emile Muselier, Pierre-Victor, est franc-comtois par son père (originaire de Ornans) et lorrain par sa mère (originaire de Rhodes). Il s'était engagé dans l'armée impériale à 18 ans, avait participé à la campagne d'Italie puis avait été envoyé en Algérie. Il avait quitté l'armée peu avant la guerre de 1870 et s'était engagé dans l'administration du télégraphe. En poste à Paris pendant le siège puis la Commune, il avait été muté à Marseille peu après.
Coté maternel, le grand-père d'Émile Muselier, David Petit, avait été  courtier maritime puis armateur avant de connaître un revers de fortune. Sa grand-mère Hortense, née Suarès, était issue d'une famille de négociants juifs de Marseille par son père et bretonne par sa mère.

### Etudes
Émile Muselier fit ses études primaires chez les religieuses à Saint-Joseph de Cluny puis au lycée Thiers de Marseille. Passionné par la mer, il entre en 1896 à la « Flotte », les classes préparatoires à l'école navale chez les Maristes de La Seyne-sur-Mer. Il réussit le concours de Navale, 65e sur 100, en 1899. Il côtoie alors l'amiral François Darlan,.

### Début de carrière et mises en accusation
La première partie de sa carrière est marquée par sa campagne en Extrême-Orient (1902-1905), plusieurs autres en 1914 en Adriatique, celle en Albanie, entrecoupées de séjours à Toulon. En 1915, sur sa demande, il se bat aussi sur l'Yser en Belgique à la tête d'une unité de fusiliers marins, avant de commander une batterie d'artillerie de marine en Champagne.
En 1916, il est affecté comme président de la section marine au ministère des Inventions (on lui doit notamment les rideaux de fumée pour les navires).
À ce titre, il embarque une quantité d'appareils innovants (chapelets de mines, appareil fumigène, générateur de gaz asphyxiants, grenades sous marines et hydrophones) à bord du cargo Sénégambie de la Compagnie Générale Transatlantique. Il appareille le 21 mai 1917 de Bordeaux en même temps qu'un convoi de navires de commerce anglais, le navire qu'il commande jouant le rôle d'un navire piège. Le Sénégambie, commandé par Muselier, soutiendra le surlendemain un combat contre un sous-marin allemand dans le golfe de Gascogne, combat long et indécis (l'U boot finit par se dérober dans la nuit) au cours duquel les divers matériels seront testés en conditions réelles.
Son premier commandement à la mer est l'aviso Scarpe, en avril 1918. Il y montre son autorité, alors que la Marine est confrontée en 1919 à des mutineries qui frappent l'escadre de la mer Noire (les marins, agités par les communistes, souffrent de continuer la guerre sans contact avec leurs familles). Son bâtiment est le seul de l’escadre à ne pas arborer le drapeau rouge, après qu’il y a maté une tentative de révolte. C’est là qu’il gagne son surnom de « rouge » mais non par adhésion aux idées communistes. En mars 1919, il défend efficacement le port de Marioupol, en mer d'Azov, contre les Bolcheviks,. Un blâme lui est infligé, le 2 août 1920, pour l’affaire dite d’Otchakow, où une série d’imprudences coûta la vie à cinq de ses hommes et mit à mal les accords passés entre les autorités soviétiques et françaises.
Il est le premier commandant du torpilleur d'escadre Ouragan, en 1925, puis il embarque sur le croiseur cuirassé Ernest Renan en 1927, ensuite sur le cuirassé Voltaire  en 1930  puis commande le cuirassé Bretagne en 1931 .
Un rapport de la police de Toulon auprès de la direction de la Sûreté générale, le 28 juillet 1927, fait état de la saisie d’opium au domicile qu’il partage avec sa maîtresse, Madame Oswald, qui avoue en faire usage « en compagnie de Monsieur Muselier ». Cette suspicion ne prouvant pas la consommation suffit à le disculper, la consommation d'opium était courante, à l'époque, dans la Marine. Son dossier personnel indique une faiblesse physique à son retour d’Extrême-Orient en 1909 et en fait à nouveau état dans les années 1930, où plusieurs supérieurs notent ses problèmes nerveux.

### Ascension rapide
Nommé contre-amiral, il devient en 1933 major général de la 4e région maritime au port de Sidi-Abdallah (Tunisie) où il crée des œuvres sociales comme « La Mie de pain ».
Il est attaché aux cabinets de Paul Painlevé et de Georges Clemenceau, puis chef d'état-major de la délégation de contrôle naval en Allemagne.
En 1938, il est le commandant de la marine et du secteur de défense de la ville de Marseille. C'est lui qui demanda à la Préfecture maritime de Toulon d'envoyer un détachement de marins pompiers pour lutter contre l'incendie des "Nouvelles Galeries" qui causa la mort de 73 personnes le 28 octobre 1938.
Nommé vice-amiral le 9 octobre 1939, il est placé dans la deuxième section des officiers généraux par mesure disciplinaire le 21 novembre, à la suite d'incidents l'ayant opposé à l'amiral Darlan qui était de la même promotion que lui à l'École navale.
En décembre 1939, il effectue une mission comme journaliste au Levant. De mars à juin 1940, il est ingénieur dans une entreprise réquisitionnée par le ministère de l'Air et de l'Armement.

### Figure de la France libre

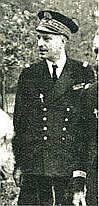
Le vice-amiral Muselier en 1941.

Il est le premier officier général à rejoindre le général de Gaulle, le 30 juin 1940,. Le 1er juillet 1940, celui-ci le nomme au commandement des forces maritimes françaises restées libres, et à celui, provisoire, des forces aériennes,, fonctions qu'il se verra confirmer avec le titre de Commissaire, à la création du Comité national français en 1941. Ce jour-là, il lui propose, en présence du capitaine de corvette Thierry d'Argenlieu, l'adoption de la Croix de Lorraine comme emblème,,,, en opposition à la croix gammée. Dans son ordre général no 2 du 3 juillet 1940, le vice-amiral Émile Muselier crée donc pour les forces françaises ralliées à de Gaulle un pavillon de beaupré (carré bleu avec, au centre, la croix de Lorraine en rouge par opposition à la croix gammée) et pour les avions, une cocarde à croix de Lorraine,. La Croix de Lorraine devint ensuite l'emblème de toute la France libre.
Le même jour, Muselier avait rédigé son propre appel, adressé aux marins et aux aviateurs. Il forme ensuite un début d'état-major avec le capitaine de vaisseau Thierry d'Argenlieu et l'enseigne de vaisseau Voisin, puis part en mission pour Alexandrie « afin de se rendre compte de la possibilité d'un coup d'État en Syrie ».
Les tentatives de ralliement sont difficiles. En 1940, le capitaine de frégate de Quiévrecourt, qui commandait l’aviso Dumont d’Urville, refusa de rejoindre la France Libre lorsque Nouméa se rallia. Muselier envoya un télégramme le destituant et nommant à sa place l'officier en second. Celui-ci rejeta l’ordre et donna cette réponse pour le vice-amiral Muselier : « De la part Commandant, officier en second, état-major et équipage du Dumont d’Urville. Votre 230. Stop. Merde. »
Le 2 janvier 1941, il est arrêté avec ses deux secrétaires par la police britannique, à la suite d'une dénonciation pour trahison, sur le fondement de faux documents, et incarcéré à la prison de Pentonville. Les Britanniques le soupçonnent d'être secrètement entré en contact avec Vichy, d'avoir transmis à Darlan le plan de l'expédition de Dakar et de projeter de lui livrer le Surcouf. Sceptique, de Gaulle présente devant Eden une protestation orale et une note écrite démontant le dossier d'accusation. Après avoir obtenu de rencontrer le vice-amiral à Scotland Yard le 7 janvier, le chef de la France libre menace, le 8, de rompre ses relations avec le Royaume-Uni. Innocenté, Muselier est libéré le lendemain avec ses secrétaires et le Gouvernement britannique doit lui présenter des excuses,. Cet épisode aura malgré tout terni ses relations avec de Gaulle.
En septembre 1941, poussé notamment par André Labarthe, il tente en vain d'imposer à de Gaulle un « comité exécutif de la France libre » présidé par lui-même et largement composé d'opposants au chef des Forces françaises libres. Le comité national français, créé le 24 septembre, est dirigé par de Gaulle.
Malgré ses réticences mais sur ordre du général de Gaulle, il réalise le ralliement de Saint-Pierre-et-Miquelon,. Le 24 décembre 1941, à trois heures du matin, débarquant avec quatre bâtiments français en provenance d'Halifax (le sous-marin Surcouf et les corvettes Alysse, Mimosa, Aconit), et installant l'enseigne de vaisseau Alain Savary comme Commissaire de la France libre. Ce fait d'armes alimentera l'animosité du président Roosevelt à l'égard du Général. De Gaulle s'était engagé à laisser carte blanche à Muselier, lequel, compte tenu du changement survenu dans la situation des États-Unis à la suite de l'attaque japonaise contre Pearl Harbour le 7 décembre 1941, décide de faire part des intentions de la France Libre concernant Saint-Pierre-et-Miquelon aux nouveaux alliés que sont les Américains, considérant que l'opération ne peut plus être menée par surprise. Mais, craignant les vues des Canadiens et des Britanniques sur l'archipel, ce que certaines informations laissaient à penser, le général s'était ravisé pour affirmer la souveraineté française. Cela conduira finalement le vice-amiral à démissionner de son poste de Commissaire,.
Considéré comme peu loyal par de Gaulle, Muselier est ensuite écarté par ce dernier, un an et demi plus tard, à Alger, à cause de graves divergences politiques. Préférant être nommé par le général Giraud,, il est l'éphémère responsable civil et militaire d'Alger, en juin 1943, et a même semblé prendre la tête d'un putsch anti-gaulliste, avant que le général de Gaulle ne s'impose seul à la tête du Comité français de la Libération nationale.
En septembre 1944, de Gaulle le nomme chef de la délégation navale à la Mission militaire pour les affaires allemandes,.

### Après la Libération
Il est admis à la retraite le 1er février 1945. Condamné par le régime de Vichy à la peine de mort et à la confiscation de ses biens (1940) ainsi qu'à la déchéance de la nationalité française (1941), ces peines sont frappées de non-droit à la Libération. Il doit toutefois batailler devant le Conseil d'État jusqu'en 1954, pour faire valoir le droit à une retraite pleine et faire annuler sa mise en retraite forcée en 1939 par Darlan.
Ami de Mendès France, radical socialiste, patriote et républicain, celui qui dans La Royale avait été surnommé « l'amiral rouge » se lance dans la politique.
Lors des élections municipales d'avril 1945, il décide de présenter à Marseille une liste « républicaine » avec comme tête de liste son fils Maurice, encore détenu en Allemagne et dont il n'avait alors pas de nouvelles. La liste ne recueille que 7 109 voix contre 144 223 pour la liste Defferre-Billoux. Il continue un temps la politique, adhérant brièvement au Parti radical.
Il se présente aux élections législatives de 1946 dans le second secteur de Paris sous l'étiquette « Rassemblement des Gauches » mais, battu, il se retire de la vie politique.
Il s'installe alors à Toulon, dans une villa du cap Brun. Désapprouvant la guerre d'Indochine, il adhère au Mouvement de la paix et siège a son Conseil national. Il refuse une invitation de De Gaulle à venir le rencontrer à l'Élysée lorsque ce dernier devient président de la République, en 1958.
Il meurt à l'hopital militaire  de Sainte-Anne à Toulon le 2 septembre 1965. Ses obsèques se déroulent à Toulon avec les honneurs militaires le 6 septembre 1965, puis à Marseille le lendemain avec son inhumation au cimetière Saint-Pierre.

## Grades militaires successifs
- Enseigne de vaisseau (1904)[8]
- Lieutenant de vaisseau (1912)[8]
- Capitaine de corvette (juillet 1918)[8]
- Capitaine de frégate (1922)[8]
- Capitaine de vaisseau (1926)[1]
- Contre-amiral (1933)[8]
- Vice-amiral (10 octobre 1939)[8]
- Vice-amiral d'escadre (1954), honorifique[réf. nécessaire]

## Décorations
- Grand officier de la Légion d'honneur
- Compagnon de la Libération (1er août 1941)
- Croix de guerre 1914–1918
- Croix de guerre 1939–1945
- Croix de guerre des Théâtres d'opérations extérieurs
- Commandeur de l'ordre du Mérite maritime, de droit en tant que commissaire à la Mer[32].
- Croix du combattant volontaire de la guerre de 1939–1945
- Navy Cross (1919)[33]
- Chevalier grand croix de l'Ordre du bain (Knight Grand Cross of the Bath, Royaume-Uni)
- Grand cordon du Nichan Iftikhar
- Commandeur de l’Ordre de Léopold de Belgique
- Commandeur de l’Ordre royal du Cambodge
- Commandeur de Sainte-Anne de Russie
- Officier du sauveur de Grèce
- Officier du Trésor sacré (Japon)
- Chevalier de l'ordre des Saints-Maurice-et-Lazare
- Mérite militaire Italien

## Ouvrages
- Émile Muselier, Marine et Résistance, Paris, 1945.
- Émile Muselier, De Gaulle contre le gaullisme, Paris, 1946.

## Filiation
L'homme politique Renaud Muselier est son petit-fils.

### Sources et bibliographie
: document utilisé comme source pour la rédaction de cet article.
- Louis de Villefosse, Souvenirs d'un marin de la France libre, Paris, les Éditeurs français réunis, 1951.
- Robert Aron, Grands dossiers de l'histoire contemporaine, Paris, CAL (Club des amis du livre), 1964 (1re éd. : Grands dossiers de l'histoire contemporaine ; Nouveaux grands dossiers de l'histoire contemporaine, Paris, Librairie Académique Perrin, 1962-1964), 494 p., « Le putsch de Saint-Pierre-et-Miquelon », p. 191-208.
- Jean Meyer et Martine Acerra, Histoire de la marine française : des origines à nos jours, Rennes, Ouest-France, 1994, 427 p. [détail de l’édition] (ISBN 2-7373-1129-2, BNF 35734655).
- Philippe Masson, La Marine française et la mer Noire : 1918-1919, Paris, Publications de la Sorbonne Para-universitaires, 1995 (1re éd. 1982), 669 p. (ISBN 2-85944-055-0 et 978-2859440558, présentation en ligne).
- Jean-Louis Crémieux-Brilhac, La France Libre de l'Appel du 18 Juin à la Libération, Paris, éditions Gallimard, 1996.
- Renaud Muselier, L'Amiral Muselier, le créateur de la Croix de Lorraine, Paris, Éditions Perrin, 2000, 250 p. (ISBN 978-2-262-01696-8).
- Éric Roussel, Charles de Gaulle, Paris, Éditions Gallimard, 2002, 1032 p. (ISBN 2-07-075241-0 et 978-2070752416, présentation en ligne).
- Michel Vergé-Franceschi (dir.), Dictionnaire d’Histoire maritime, Paris, Éditions Robert Laffont, coll. « Bouquins », 2002, 1508 p. (ISBN 2-221-08751-8 et 2-221-09744-0).
- Étienne Taillemite, Dictionnaire des marins français, Paris, éditions Tallandier, 2002 (1re éd. 1982), 573 p. (ISBN 2-84734-008-4).
- Jean-Luc Barré, Devenir de Gaulle, 1939-1943 : d'après les archives privées et inédites du général de Gaulle, Paris, Éditions Perrin, 2003, 432 p. (ISBN 2-262-01586-4 et 978-2262015862, présentation en ligne).
- Charles Gilbert "Les Muselier" L'Express, 27 juin 2002
- Pierre Gilles Cézembre, « Emile Muselier : L'amiral de la France Libre », La grande histoire des armées, no 18 « Les grands amiraux combats navals légendaires »,‎ juillet 2023, p. 88-89